# Violetta Schurawlow

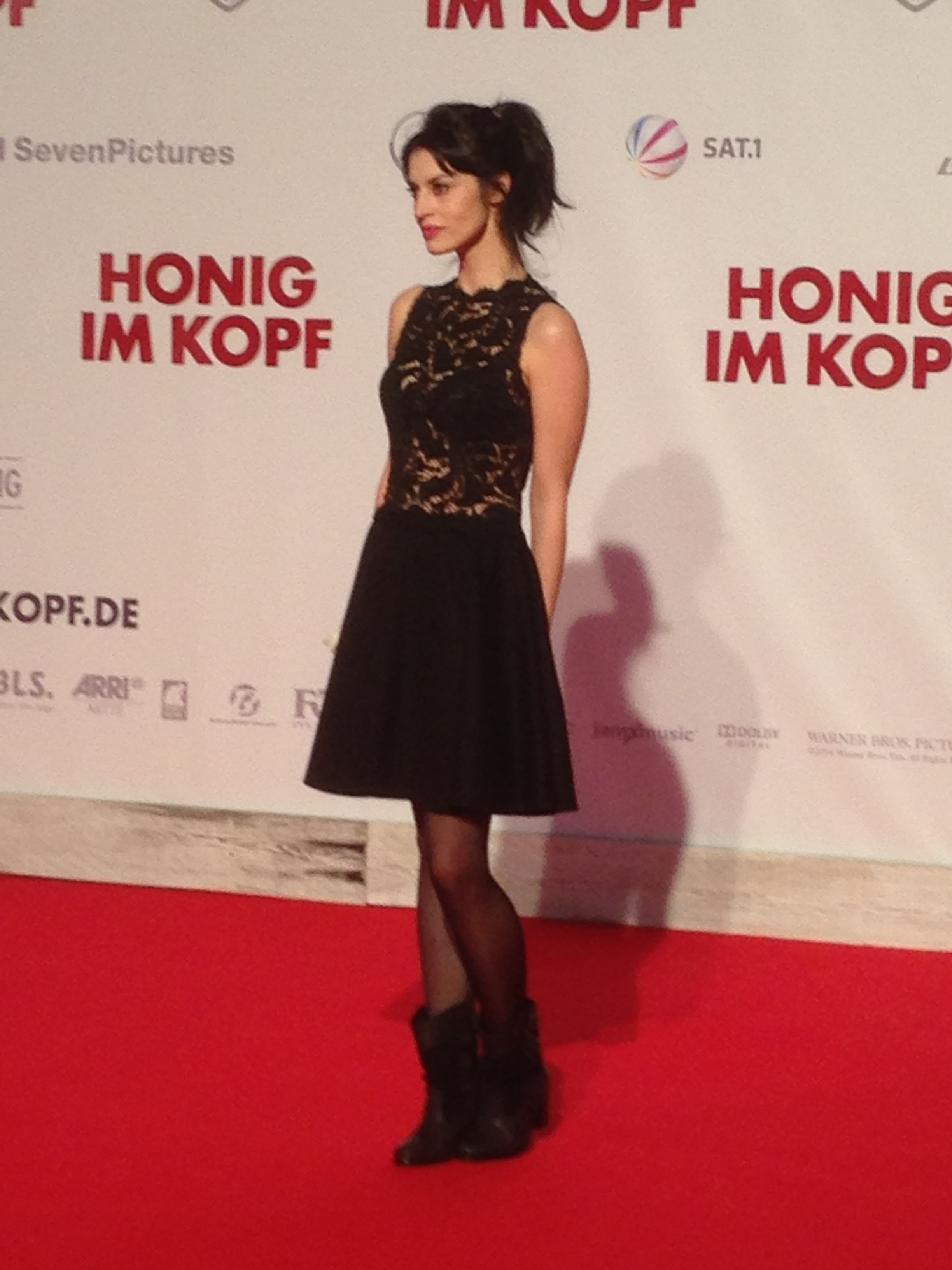
Violetta Schurawlow auf der Honig-im-Kopf-Weltpremiere im Dezember 2014 in Berlin

Violetta Schurawlow (* 1. März 1986 in Angren, Usbekische SSR, UdSSR) ist eine deutsche Schauspielerin.

## Biografie
Violetta Schurawlow wurde 1986 in Usbekistan geboren und lebte dort bis zu ihrem 5. Lebensjahr, bevor sie mit ihren Eltern 1990 nach Deutschland übersiedelte. Dort wuchs sie im Kreis Kleve in Nordrhein-Westfalen auf.
Nach ihrem Schulabschluss absolvierte sie zuerst eine Ausbildung zur Köchin und arbeitete danach mehrere Jahre als international gebuchtes Model für weltweite Werbekampagnen und lief auf Modeschauen in mehreren Städten.
Nach ihrer Schauspielausbildung von 2012 bis 2014 an der Theaterakademie Köln drehte sie 2014 ihr TV-Debüt im ARD-Degeto-Film Sophie unter der Regie von Ben Verbong. Ihr Kino-Debüt gab sie im selben Jahr in Alles ist Liebe unter der Regie von Markus Goller.
Es folgten Rollen im Kinofilm Landliebe unter der Regie von Marco Kreuzpaintner sowie die Zusammenarbeit mit Peter Thorwarth im Kurzfilm Stichtag.
In Bozen stand sie im Kinofilm Honig im Kopf vor der Kamera, bevor sie die weibliche Hauptrolle im Film Halbe Brüder übernahm.
2015 spielte sie eine der Hauptrollen in der Kinoverfilmung Allein gegen die Zeit – Der Film nach der gleichnamigen Serie und verkörperte die weibliche Hauptrolle im Kinofilm Familiye von Erhan Emre.
Im Frühjahr 2016 stand sie in Wien und München unter der Regie von Stefan Ruzowitzky in dessen Kinofilm Die Hölle als Hauptdarstellerin neben Tobias Moretti und Sammy Sheik vor der Kamera.
Violetta Schurawlow war 2017 in der arte-Reihe Paare von Johann Buchholz neben Heiner Lauterbach zu sehen. 2017 war sie in Der Mann aus dem Eis im Kino zu sehen.

## Filmografie
- 2012: Cannibal Diner
- 2012: Agent Ranjid rettet die Welt
- 2014: Alles ist Liebe
- 2014: Honig im Kopf
- 2015: Halbe Brüder
- 2015: Sophie kocht
- 2016: Stadtlandliebe
- 2016: Familiye
- 2016: Allein gegen die Zeit  – Der Film
- 2017: Der Mann aus dem Eis
- 2017: Die Hölle – Inferno
- 2017: Paare
- 2018: Der Prag-Krimi – Die Wasserleiche
- 2019: Tatort: Wo ist nur mein Schatz geblieben?
- 2019: Matula – Tod auf Mallorca
- 2019: Spuren des Bösen – Sehnsucht
- 2019: Hubert ohne Staller – Waldsterben[11]
- 2020: Letzte Spur Berlin – Taufpatin
- 2020: Tatort: Es lebe der König!
- 2021: Der Alte – Kein Entkommen
- 2024: SOKO Linz – Weichenstellung	(Fernsehserie)

## Auszeichnungen
- 2017: Cheval Noir, Fantasia International Film Festival, Montreal – Beste Hauptdarstellerin in Die Hölle